# ザ・スタンド (小説)

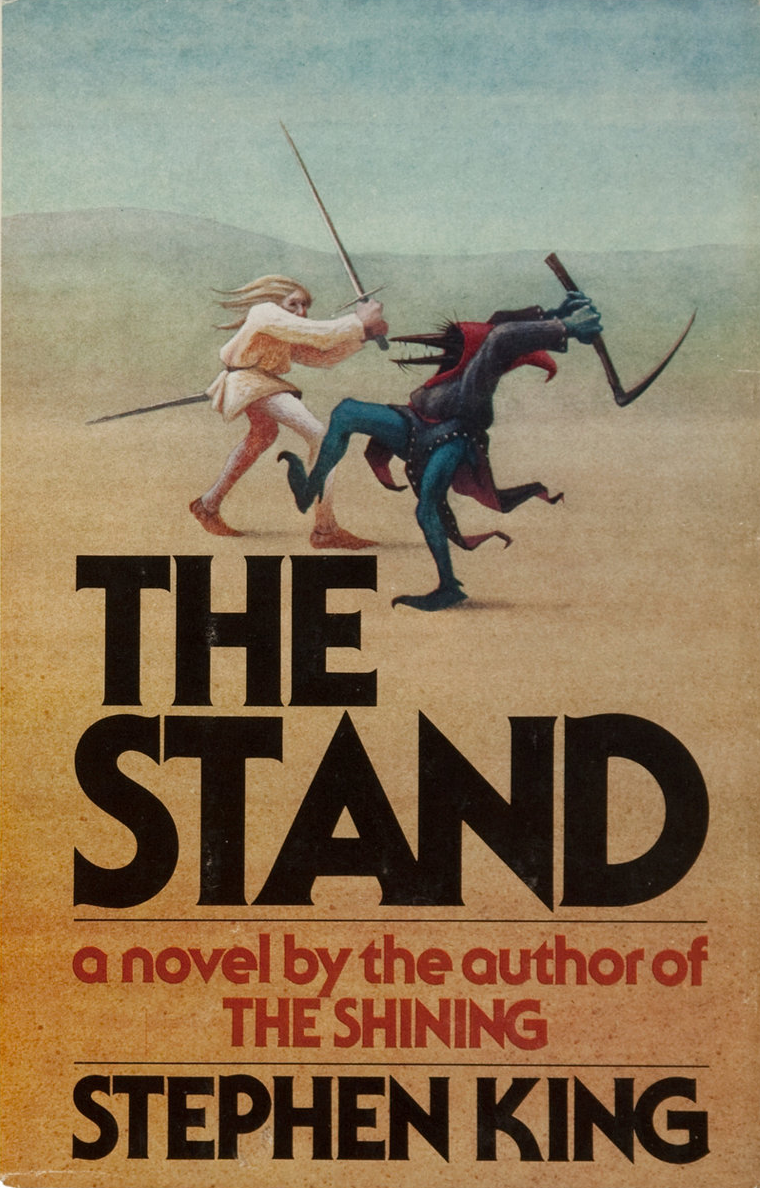
初版の表紙

『ザ・スタンド』（原題: The Stand）は、スティーヴン・キングが1978年に発表したダークファンタジー小説である。1990年には、初刊の際に削除された部分を追加した「完全版」が刊行された。邦訳は、この｢完全版」による。

## あらすじ
カリフォルニア州にある軍の細菌兵器研究所から、実験中のウイルスが流出する。パニックの中、ゲート封鎖の命令を無視して逃げ出した門番の男によって、ウイルスは外の世界に洩れ出してしまう。
事態を重く見た軍は、門番が最後にたどり着いた町に戒厳令を敷き、被害を食い止めようとする。しかし、感染率99%という驚異的な致死率のウイルスは、それをあざ笑うかの如く全米に蔓延していく。　
一週間足らずでアメリカは死滅した。全米に散在する生存者は夢の中に出てきた黒人の老女マザー・アバゲイルの元を目指す。希望があると信じて。
マザー・アバゲイルの元に合流した生存者達はコロラド州ボールダーに共同体「フリーゾーン」を築き束の間の平和を享受する。
一方闇の男ランドル・フラッグは悪の勢力を率いてネバダ州ラスヴェガスに集結していた。彼らの勢力はやがて「フリーゾーン」の平和を脅かしていく。
やがて「フリーゾーン」は善として悪の勢力との最終決戦に臨む。

## 登場人物

### フリーゾーン(善)
スチュー・レッドマン
テキサス州アーネットの寡黙な工場労働者。
他の住民と共にニューハンプシャー州ストーヴィントンの疾病センターに移されるが脱走。フラニー、グレン、ハロルドと合流。フラニーとは後に恋に落ちる。
ラリー・アンダーウッド
成功したばかりのニューヨークのミュージシャン。メイン州でナディーンらと合流。ルーシーとは後に恋に落ちる。
フラニー・ゴールドスミス
メイン州オガンクィットの学生。作品開始時点で妊娠している。同じく生き残ったハロルドと共にスチューらと合流。スチューと恋に落ちる。
ニック・アンドロス
アーカンソー州を放浪していた頭脳明晰な聾唖の青年。読唇術ができる。トム、ラルフらと合流し、マザー・アバゲイルのもとに一番乗りする。
グレン・ベートマン
ニューハンプシャー州の社会学教授。スチューらと合流。
ラルフ・ブレントナー
ニックとトムを車で拾った元工場労働者。ニックらとマザー・アバゲイルのもとに一番乗りする。
マザー・アバゲイル
ネブラスカ州の黒人の老女。本名はアバゲイル・フリーマントル。タイヤのブランコに乗ってギターを弾く姿で生存者の夢に現れる。後に生存者を引き連れコロラド州ボールダーを目指す。
ハロルド・ローダー
メイン州オガンクィットの学生。フラニーより年下。フラニーと共にスチューらと合流。
フラニーに恋していたが、スチューと互いに惹かれ合う姿を見てやがて2人を憎悪するようになる。
ナディーン・クロス
ラリーが出会った教師でジョーと共に行動していた。後に闇の男の誘惑にさらされる。
トム・カレン
ニックが出会った知的障害をもつ純粋な青年。マザーとニックを尊敬している。後にラスベガスへのスパイとなる。
ジョージ・リチャードスン、ディック・エリス
フリーゾーンの医師。
ディナ・ジャーゲンズ
ラスベガスへのスパイの1人。
エドワード・ファリス
通称、判事。ラスベガスへのスパイの1人。
ルーシー・スウォン
ラリー一行が出会った女性。ラリーと恋に落ちる。
コジャック
グレンの愛犬。

### ラスベガス（悪）
ランドル・フラッグ
闇の男。超常的な力を持つ。悪の勢力を率いてラスベガスを目指す。
また、同人物はキングの別作品「ダーク・タワー」や「ドラゴンの眼」等にも登場する。
ロイド・ヘンリード
凶悪犯罪者。刑務所にいたところをフラッグに救われ、それ以降彼の右腕となる。
ゴミ箱男（トラッシュキャン・マン）
インディアナ州の爆破魔。

## 出版
日本では、深町眞理子によって翻訳され、文藝春秋より出版されている。

### 単行本
- ザ・スタンド(上)（2000年11月）ISBN 4163193901
- ザ・スタンド(下)（2000年12月）ISBN 4163194703

### 文庫
- ザ・スタンド 1（2004年4月）ISBN 4167661624
- ザ・スタンド 2（2004年5月）ISBN 4167661632
- ザ・スタンド 3（2004年6月）ISBN 4167661667
- ザ・スタンド 4（2004年7月）ISBN 4167661675
- ザ・スタンド 5（2004年8月）ISBN 4167661721

## 映像化
1994年5月8日から5月12日まで（5月10日は休み）全4回に分けて、ABCテレビでミニシリーズとして放映された。日本では1996年5月10日から5月31日までNHK衛星第2テレビジョンで放映され、当時の日本語吹替音声がDVDに収録されている。
スティーヴン・キング自らが脚本・製作総指揮も務めている。日本でのテレビ放映およびソフトタイトルは『スティーヴン・キングのザ・スタンド』。

### キャスト
※括弧内は日本語吹替
- スチュー・レッドマン - ゲイリー・シニーズ（磯部勉）
- フラン・ゴールドスミス - モリー・リングウォルド（伊藤美紀）
- ランドール・フラッグ - ジェイミー・シェリダン（大塚明夫）
- ナディーン・クロス - ローラ・サン・ジャコモ（田中敦子）
- マザー・アビゲイル - ルビー・ディー（今井和子）
- リチャード・ファリス判事 - オジー・デイヴィス（坂口芳貞）
- ロイド・ヘンリード - ミゲル・フェラー（納谷六朗）
- ラリー・アンダーウッド - アダム・ストーク（山賀教弘）
- ハロルド・ローダー - コリン・ネメック（平田広明）
- トラッシュカン - マット・フリューワー（水野龍司）
- グレン・ベイトマン - レイ・ウォルストン（宮川洋一）
- ニック・アンドロス - ロブ・ロウ（檀臣幸）
- トム・カレン - ビル・ファッガーバッケ（牛山茂）
- ジュリー・ローリー - ショウニー・スミス
- ラルフ・ブレントナー - ピーター・ヴァン・ノーデン（村松康雄）
- ルーシー・スワン - ブリジット・ライアン（相沢恵子）
- デイナ・ユルゲンス - ケリー・オーヴァービー
- スーザン・スターン - シンシア・ギャリス
- ラットマン - リック・アヴィレス（斎藤志郎）
- 叫ぶ大男 - カリーム・アブドゥル＝ジャバー
- レイ・ブース - パトリック・キルパトリック（堀之紀）
- ピーター・ゴールドスミス - ケン・ジェンキンス（小島敏彦）
- チャーリー・キャンピオン - レイ・マッキノン
- デニンジャー - マックス・ライト（仁内建之）
- ディーツ - シャーマン・ハワード（堀勝之祐）
- レン - ロバート・ノット（鈴置洋孝）
- スターキー将軍 - エド・ハリス（クレジットなし）（玄田哲章）
- レイ・フラワーズ - キャシー・ベイツ（クレジットなし）
- ラス - ジョン・ランディス（水野龍司）
- ボビー - サム・ライミ（家中宏）
- テディ - スティーヴン・キング

### リメイク
2013年、劇場用映画としてのリメイクが計画されていた。監督には当初ベン・アフレックが候補に上がったが、『マン・オブ・スティール』の続編でのバットマン役が決まり、降板。次に『クレイジー・ハート』のスコット・クーパーに決まったが、彼も降板。ポール・グリーングラスが最有力候補になっていた。
しかしその後、TVドラマとして作品内容に通じる新型コロナウイルス感染症の世界的流行 (2019年-)が問題になった2020年、CBS All Accessがリメイク版を製作した。主要キャストはジェームズ・マースデン(レッドマン)、アンバー・ハード(ナディーン)、ジョヴァン・アデポ(ラリー)、ウーピー・ゴールドバーグ(マザー・アビゲイル)、アレクサンダー・スカルスガルド(フラッグ)など。原作者のキング自身も1話脚色を手掛ける。全9話の予定で、初回配信(=放送)は2020年12月17日。尚、結末は原作・1994年版いずれとも異なる。